# Alfred Moser (Autor)
Alfred Moser (* 4. Dezember 1879 in Bern; † 1953 in Basel) war ein Schweizer Lokomotivführer und Fachbuchautor. Sein in mehreren Auflagen erschienenes Buch Der Dampfbetrieb der Schweizerischen Eisenbahnen gilt als das Standardwerk für den Dampfbetrieb in der Schweiz.

## Persönliches
Zwischen 1895 und 1899 absolvierte Moser in der Berner Waffenfabrik eine Mechanikerlehre. Anschliessend ging er auf das Technikum in Burgdorf. 1902 fing er bei der Jura-Simplon-Bahn an, die 1903 verstaatlicht wurde, und er kam so zu den SBB. Er erlernte den Beruf des Lokomotivführers und zog 1912 nach Basel, wo er sein restliches Leben verbrachte. Dort begann er auch als Autor tätig zu werden. Er veröffentlichte als erstes eine Beschreibung über die Dampfverteilung und Steuerung von Dampflokomotiven, die bei seinem Arbeitgeber, den SBB, jahrelang als Instruktions- und Unterrichtsmaterial diente. Danach begann er mit der Erstellung des Buches Der Dampfbetrieb der Schweizerischen Eisenbahnen.

## Werk
Zum ersten Mal erschien das Buch Der Dampfbetrieb der Schweizerischen Eisenbahnen im Jahr 1923. Es wurde zum Standardwerk über den Dampfbetrieb bei den Eisenbahnen in der Schweiz und wird so abgekürzt auch Moser-Buch genannt. Die umgearbeitete 2. Auflage wurde 1938 veröffentlicht. Zum 100-jährigen Jubiläum der Schweizer Eisenbahnen 1947 erschien die 3., überarbeitete und nachgeführte Auflage.
Die 4. Auflage, die im Jahr 1967 erschien, konnte nicht mehr durch Moser bearbeitet werden. Zum Abschluss des Dampfbetriebes bei den SBB gab es in erster Linie nur noch Ergänzungen. Der grösste Textbestand stammt jedoch aus der Feder von Moser. Die Bearbeiter der 4. Auflage sind Paul Winter, Hans Schneeberger, Wilhelm Haldi, Walter Trüb und Alex Amstein. Schon 1967 musste die 4. Auflage nachgedruckt werden, da sie ausverkauft war.
Bei den nächsten beiden Nachdrucken, die nach 1967 erschienen, wurde der Verbleib der Lokomotiven nachgeführt, so dass sie auch als 5. und 6. Auflage bezeichnet werden. Doch der Textteil basiert auf der 4. Auflage. 2006 gab der Schweizerische Verband Eisenbahn-Amateure (SVEA) eine 7., überarbeitete Auflage heraus, welche auch die Industriedampflokomotiven sowie die ab 1986 gebauten Dampflokomotiven beinhaltet.

## Schriften
- Der Dampfbetrieb der schweizerischen Eisenbahnen 1847–1966. 6., nachgeführte und ergänzte Auflage. Birkhäuser, Stuttgart 1975, ISBN 3-7643-0742-0 (im Buch: ISBN 3-7642-0742-0).
- Der Dampfbetrieb der schweizerischen Eisenbahnen 1847–2006. 7., nachgeführte und ergänzte Auflage, Schweizerischer Verband Eisenbahn-Amateur (SVEA), Bühler Druck, Zürich 2006, ISBN 978-3-033-00948-6.